# XDS Astana Team
XDS Astana Team (Cod UCI |XAT) este o echipă de ciclism profesionistă sponsorizată sponsorizată de Samruk-Kazyna, o coaliție de companii de stat din Kazahstan și este numită după capitala sa, orașul Astana. Astana a ajuns in UCI ProTour în anul inaugural, 2007. În urma unui scandal de dopaj major care implică pe ciclistul kazah  Alexandre Vinokourov, conducerii echipei i-au fost reziliate contractele și o nouă conducere a venit pentru sezonul 2008. Echipa a fost gestionată de către Johan Bruyneel, managerul fostei echipe Discovery Channel . Deși Astana, în timpul lui Bruyneel a avut foarte mare succes, cu o formatie, care inculdea câștigători de Mari Tururi, Alberto Contador și Lance Armstrong, precum și oameni de poziția a doua, Levi Leipheimer și Andreas Klöden, echipa a fost pe punctul colapsului financiar în mai 2009. O luptă pentru controlul asupra echipei cu privire la întoarcerea lui Vinokourov pentru 2009 Vuelta a España a cauzat plecarea lui Bruyneel și a cel puțin paisprezece cicliști la sfârșitul sezonului 2009, majoritatea ducându-se la Team RadioShack. Doar patru cicliști spanioli, inclusiv Contador, au mai rămas, restul echipei fiind formate din kazaci.

## Istoria

### Dispariția Liberty Seguros-Würth
Astana a devenit interesată în sponsorizarea unei echipe de ciclism în timpul sezonului 2006. Echipa Liberty Seguros Würth a fost puternic implicată în Operación Puerto doping case, și sponsorii Liberty Mutual, iar mai târziu Würth, s-au retras din sponsorizarea echipei. Astana a intervenit să sponsorizeze echipa, iar în a doua jumătate a sezonului, Vinokourov a câștigat  Vuelta a España în timp ce evolua pentru echipa noua, Astana , iar colegul lui kazah, Andrey Kashechkin a terminat al treilea.

### Noua echipă
Noua echipă, Astana, a încercat inițial să cumpere licența ProTour de la fosta echipă Liberty Seguros-Würth, deținută de către Manolo Saiz. Cu toate acestea, Saiz n-a vrut să vândă licența, astfel încât Astana a aplicat pentru o licență în dreptul lor. Inițial, noua echipă a avut sediul în Elveția sub proprietatea lui Zeus SARL și gestionată de către fostul organizator al Tour de Suisse, Marc Biver. Vinokourov a fost liderul echipei în sezonul de debut.
Comisia  UCI a informat mai întâi Astana că nu va primi o licența ProTour pentru sezonul 2007. Ca urmare a deciziei UCI de a nu acorda o licență ProTour, organizatorii celor trei Mari Tururi au informat echipa Astana că va fi inclusă, indiferent de statutul licenței ProTour. La data de 20 decembrie 2006 Comisia UCI pentru licențe s-a îmbunat și a acordat echipei Astana o licență ProTour de 4 ani.
Alți noi rutieri pentru sezonul 2007 au fost specialiști în curse pe etape, Andreas Klöden, Paolo Savoldelli și Andrey Kashechkin, precum și Matthias Kessler, Grégory Rast, Thomas Frei și cățărătorul spaniol Antonio Colom.

### 2007

#### Probleme de doping
În aprilie, Matthias Kessler a fost testat pozitiv pentru testosteron în urma unui control surpriză în Charleroi. Fostul ciclist al echipei T-Mobile care a câștigat o etapă în Turul Franței 2006, a fost concediat în luna iulie, și s-a dovedit a fi primul dintr-o serie de cicliști de la Astana care au fost testați pozitiv. Mai târziu, în iulie, încă un alt fost ciclist de la T-Mobile , italianul Eddy Mazzoleni, a părăsit echipa, după acuzațiile de dopaj. Mazzoleni, care a terminat pe locul 3 în Turul Italiei 2007, a fost ulterior suspendat pentru doi ani, pentru presupusa sa implicare în Oil for Drugs doping case.
În urma confirmării că Vinokourov a fost testat pozitiv, echipa Astana a anunțat că a fost demis, cu efect imediat. La 1 august, colegul din Kazahstan Andrey Kashechkin a fost testat pozitiv pentru doping în urma unui control în Belek, Turcia. El a fost suspendat și apoi demis, de asemenea.
În plus, echipa a decis să suspende activitățile sale în cursul lunii august pentru a decide viitorul acesteia cu noile reglementări. 
Aceasta a fost urmată de rezilierea contractului lui José Antonio Redondo după ce nu a reușit să se adapteze noilor reguli de echipă, făcându-l al cincelea ciclist care a plecat în timpul sezonului 2007.

### 2008

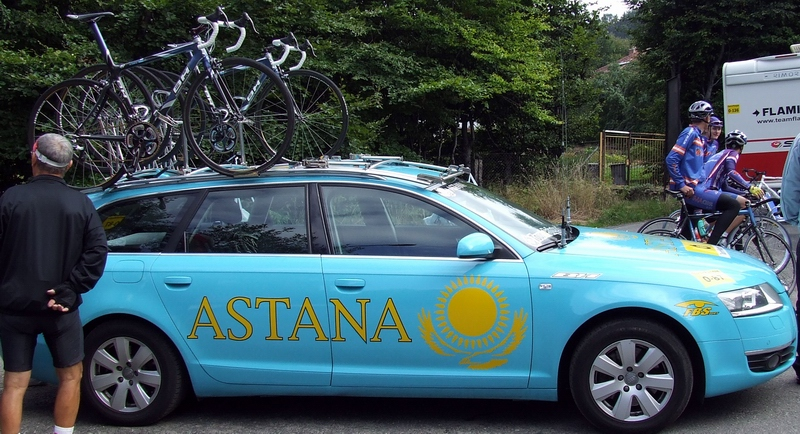
Mașina echipei Astana

Ca urmare a problemelor de dopaj din 2007, sponsorii Astana au decis să-l înlocuiască pe Biver cu Johan Bruyneel, fostul director sportiv de la Discovery Channel. Bruyneel trebuia să întinerească echipa, așa că a angajat un număr de cicliști din fosta echipă Discovery, inclusiv câștigătorul din 2007 al Turului Franței, Alberto Contador (care a fost coechipier cu Vinokourov în vechea echipă Liberty Seguros), dar și pe locul 3 din același tur, Levi Leipheimer. În plus, Bruyneel a introdus sistemul anti-doping dezvoltat de Dr. Rasmus Damsgaard, șeful de informații pentru anti-doping din Danemarca (ADD). Sistemul anti-doping a fost inițial folosit de Team CSC începând din 2007 .Legătura între echipa Discovery Channel și Astana a fost consolidată atunci când Bruyneel a semnat un contract cu Trek bycicling Corporation să furnizeze bicicletele și componentele, cum au făcut cu Discovery Channel.
Având licență de Luxemburg, echipa a inclus, de asemenea, alti piloți ex-Discovery Channel, cum ar fi Tomas Vaitkus, Sérgio Paulinho, Chechu Rubiera, Vladimir Gusev și Janez Brajkovic, precum și americanul Chris Horner. Cu toate acestea, fostul ciclist Discovery Channel, Savoldelli a părăsit echipa.
Pe 13 februarie,2008, organizatorii Turului Franței au anunțat că Astana nu va avea invitație pentru Turul din acel an din cauza legăturilor sale cu Operación Puerto doping case și implicarea în 2007 în scandaluri de dopaj. Aceasta a însemnat că Contador nu a putut să-și apere titlul în Le Tour, deoarece contractul său nu are o "clauză de suspendare", care ar fi acoperit situația actuală a Astanei.

#### Rezultate
Echipa Astana nu a fost, de asemenea, invitată la Turul Italiei 2008. Cu toate acestea, pe 3 mai, cu o săptămână înainte de începerea cursei, organizatorii Giro au ales să se trimită o invitație de ultim moment la Astana. Astana a fost în măsură să pună în teren o echipă, în ciuda unui termen scurt, iar pe 1 iunie, Alberto Contador a câștigat Giro d'Italia 2008. Terminând pe 11 în contratimpul final Contador a avut destul avans pentru a păstra tricoul roz și să câștige Giro. Contador a câștigat, de asemenea, Vuelta a Espana 2008, cu colegul lui Levi Leipheimer terminând foarte aproape, pe locul doi. Astfel, în pofida faptului că nu au concurat în Turul Franței, Astana, a câștigat încă două Mari Tururi în 2008 și a obținut trei podiumuri. Leipheimer a câștigat, de asemenea, o medalie de bronz în contratimpul de la Jocurile Olimpice din 2008.
Printre alte victorii obținute de echipă în curse din 2008 au fost mai multe etape: de Contador: în Turul Țării Bascilor și Turul Castilliei și Leon-ului, prin Leipheimer: în Turul Californiei, prin Klöden în: Turul Romandiei și de către rușii Serguei Ivanov și Vladimir Gusev în Turul Walloniei. Ivanov, Paulinho, Vaitkus și doi cazaci au câștigat campionatele naționale.

### 2009

#### Revenirea lui Lance Armstrong
La 25 septembrie 2008, sa confirmat faptul că Lance Armstrong, de 7 ori câștigător Turului Franței, ar semna pentru echipă în sezonul 2009. Împreună cu Armstrong, Yaroslav Popovych, un alt fost ciclist Discovery Channel, a aderat la rândurile de Astana, care a adus numărul de foști cicliști la Discovery Channel care evoluează la Astana la nouă (Armstrong, Popovych, Contador, Leipheimer, Rubiera, Noval, Vaitkus , Paulinho și Brajkovič).
S-a reportat că Armstrong ar împărți echipa de conducere cu actualul lider Contador, că intenționează să participe la Tour Down Under, Tour of California, Paris-Nice, Tour of Georgia, Criterium du Dauphiné Libere și Turul Franței, și că el nu va primi salariu sau bonusuri, direcționând în schimb atenția spre creșterea gradului de conștientizare pentru cercetarea în domeniul cancerului. 
Împreună cu Armstrong și Popovych, Astana, a semnat, de asemenea cu: Jesús Hernández Blazquez, care a fost la Liberty Seguros în 2004, când Alberto Contador a fost unul dintre cicliști acolo, și ciclistul basc Haimar Zubeldia. Contador a exprimat sprijinul pentru revenirea lui Vinokourov după suspendarea pentru dopaj de doi ani, dar părea mai puțin entuziast despre întoarcerea lui Armstrong.
Armstrong a făcut parte din echipa care a participat la prima cursă a sezonului din ProTour, Tour Down Under. Prima victorie a echipei din noul sezon a fost în etapa 6, urmată de câștigarea Tour of California de Levi Leipheimer. În aceeași săptămână, Alberto Contador a câștigat o etapă și clasificarea in Volta ao Algarve și, ulterior, două etape în Paris-Nice.
Participarea lui Armstrong în Le Tour a fost pusă la îndoială după ce la sfârșitul lunii martie, a suferit o fractură de claviculă  în Vuelta a Castilla y Leon, care cere intervenție chirurgicală. Cu toate acestea, Armstrong a fost în măsură să se recupereze la timp pentru a merge în Giro d'Italia 2009.

#### Criza financiară
La 6 mai 2009 Astana a admis că nu a reușit să plătească salariile cicliștilor săi în contextul crizei financiare din Kazahstan, dar un purtător de cuvânt al echipei a spus că acest lucru a fost doar o întârziere, că echipa nu a fost în pericol de pliere, și că echipa ar concura în Turul Italiei 2009 cum a fost planificat. 
Organizatoric, Astana are o structură neobișnuită. Deși echipa deține licența kazahă și plătește salariile, contractele cicliștilor și leasing-ul pentru echipamente sunt plătite de firma lui Bruyneel din Luxemburg, Olympus SARL, așa că echipa ar putea continua doar cu o licență de transfer. Potrivit lui Armstrong: "Nu am răspunsuri concrete, dar sperăm să găsim un sponsor care să ne țină până la finalul sezonului. La data de 11 mai, UCI stabilește un termen limită pentru rezolvarea situației financiare din Astana 31 mai, ultima zi a Giro. În cazul în care echipa nu a îndeplinit obligațiile financiare până la acea dată, ea va fi suspendată de către UCI. Bruyneel a constatat că cel puțin echipa ar putea să termine Giro sub steagul său actual.
În etapa 7 din Giro, opt din cei nouă cicliști Astana, incluzându-l pe Armstrong, participau în tricouri cu numele sponsorilor care nu le dădeau salariile ,în semn de protest. Au rămas în acele echipamente pentru restul Giro. Singurul ciclist care nu a avut acest tricou a fost Andrey Zeits din Kazahstan. Potrivit lui Bruyneel, numele sponsorilor care le dădeau bani, ca  Trek și KazMunayGas, nu au fost puse pe tricou, iar echipa va continua să "concureze cu acele tricouri până la sfârșit", punând accentul pe sfârșit, este clar că cicliștii au primit doar două luni de salariu în 2009 . La 19 mai, Bruyneel a anunțat că sponsorii au plătit o parte din salariile restante de la începutul protestului " dar cea mai mare parte încă lipsește ". La 3 iunie, echipa Astana a dat garanții financiare pentru firma de biciclete, care le va permite să concureze în Turul Franței 2009 în luna iulie, și mai târziu a declarat că problemele lor financiare au fost rezolvate și fondurile sunt sigure cel puțin până la sfârșitul sezonului.

#### Vinokourov vs. Bruyneel
În timpul acestor probleme financiare, s-a zvonit că trei dintre foștii cicliști de la Discovery Channel, leader-ul Contador și colegii lui Noval și Paulinho - se vor alătura Garmin-Slipstream pentru Tour de France, în cazul în care Armstrong vrea să preia echipa Astana. Aceste probleme păreau a fi rezolvate, cel puțin pentru restul anului 2009, atunci când finanțarea echipei a fost rezolvată. Cu toate acestea, bătălia de finanțare poate să fi fost doar o discuție aprinsă în legătură cu revenirea leader-ului: controlul asupra echipei Astana după expirarea suspendării de dopaj de doi ani a lui Alexander Vinokourov pe 24 iulie 2009.
La 2 iulie, Vinokourov a declarat că se va întoarce la Astana, care a remarcat: Echipa  a fost "creată pentru mine și datorită eforturilor mele", atunci când suspendarea s-a încheiat, și că va participa pentru Astana, în Vuelta a España 2009. El a afirmat că se așteaptă să ajungă la un acord cu Bruyneel despre întoarcerea sa în termen de săptămâni, dar că "dacă Bruyneel nu are nevoie de mine, Bruyneel va fi cel care părăsește echipa" . A doua zi, ziarul francezL'Equipea reportat că Federația Kazahă de Ciclism planificase să-i concedieze pe Bruyneel, Armstrong, Leipheimer și mulți dintre cicliști pentru a reconstrui echipa în modelul vechi Liberty Seguros, echipă care a fost predominant spaniolă. Ziarul a citat din vice-președintele Federației kazahe spunând ca: "Contador va fi singurul nostru leader pentru anii care vor veni și va fi capabil să-și aleagă cicliștii pe care îi vrea cu el. În mintea noastră, echipa va fi compusă din cicliști spanioli și kazaci, inclusiv Alexandre Vinokurov.
La 21 iulie, Astana, cu Contador, Armstrong și Klöden deține trei dintre primele patru locuri în Turul Franței, iar Bruyneel a spus unui canal belgian că e vorbit cu federația kazacă și Vinokurov și că aceștia nu-l mai vor așa că se va retrage și își va construi o nouă echipă împreună cu cicliștii care au venit de la Discovery Channel la Astana(Armstrong,Leipheimer,Vaitkus etc.). În cele din urmă, la 24 august, Astana a anunțat că un acord a fost încheiat între Vinokourov și Bruyneel și că Vinokourov ar reveni la echipă pentru începerea Vuelta. În ziua următoare, Armstrong a anunțat că va prelua împreună cu Bruyneel Team RadioShack  în 2010. 

### 2010
Rezultatul imediat la întoarcerea lui Vinokourov și la plecarea lui Bruyneel a fost un exod în masă de la Astana. Deși încă Bruyneel a avut un an pentru a rula pe contractul său, Astana a permis plecarea sa în schimbul faptului ca el să nu blocheze întoarcerea lui Vinokourov. Contador mai are de asemenea un an de contract, dar Astana au refuzat să permită plecarea sa. Cu toate acestea, o mare parte din restul echipei a plecat pentru RadioShack, inclusiv Armstrong, Klöden, Leipheimer, Zubeldia, Horner, Brajkovič, Popovych, Paulinho, Vaitkus, Rast, Rubiera și Muravyev (singurul kazah care a plecat), ceea ce însemna că opt dintre cei nouă membri ai echipei câștigătoare în Turul Franței 2009 s-au mutat la RadioShack. În plus, Steve Morabito și Michael Schär s-au alăturat BMC Racing Team. Tot ce a rămas din Astana au fost patru piloți spanioli (Contador, Noval, Navarro și Hernández) și cazacii (cu excepția lui Muravyev). De atunci, echipa a semnat trei piloți spanioli, câștigătorul din 2006 al Le Tour, Óscar Pereiro,  pentru a-l sprijini Contador. În conformitate cu planul de iulie 2009, echipa de 2010 include 12 kazakhstani și 7 spanioli, printre cei 26 de cicliști.

## Realizări majore

### 2007
- Locul 1, Clasamentul pe echipe, 2007 Critérium du Dauphiné Libéré (2007 UCI ProTour)
- Locul 1, Clasamentul pe echipe, 2007 Jayco Herald Sun Tour (2007-2008 UCI Oceania Tour)
- Locul 1, Total, Tour de Luxembourg - - Grégory Rast + o etapă
- Locul 1, Total, Tirreno–Adriatico - Andreas Klöden
- Locul 1, Total, Circuit de la Sarthe-Pays de la Loire - Andreas Klöden + o etapă
- Locul 2, Total, Tour de Romandie - Paolo Savoldelli + o etapă
- Locul 3, Total, Tour de Romandie - Andrey Kashechkin
- Locul 3, Total, Giro d'Italia - Eddy Mazzoleni
- Locul 3, Total, Critérium du Dauphiné Libéré - Andrey Kashechkin
- Locul 3, Total, Tirreno–Adriatico - Alexandre Vinokourov

Campioni Naționali:
- Benoît Joachim  -  Cursa de șosea
- Maxim Iglinsky  -  Cursa de șosea

### 2008
- Locul 1, Total,  Vuelta a España - Alberto Contador + 2 etape
- Locul 2, Total, Vuelta a España - Levi Leipheimer + 2 etape
- Locul 1, Total,  Giro d'Italia - Alberto Contador
- Locul 1, Total, Tour of California - Levi Leipheimer + o etapă
- Locul 1, Total, Vuelta al País Vasco - Alberto Contador + 2 etape
- Locul 1, Total, Tour de Romandie - Andreas Klöden + o etapă
- Locul 1, Total, Vuelta a Castilla y León - Alberto Contador + 2 etape
- Locul 1, Total, Tour de Wallonie - Serguei Ivanov
- Locul 1, Ronde van het Groene Hart - Tomas Vaitkus
- Locul 1, Clásica a los Puertos de Guadarrama -  Levi Leipheimer
- Locul 1, Cascade Classic - Levi Leipheimer
- Locul 2, Total, Tour de Suisse - Andreas Klöden
- Locul 3, Total, Critérium du Dauphiné Libéré - Levi Leipheimer
- Locul 3, Total, Deutschland Tour - Janez Brajkovic
- Locul 3, Total, Tour de Belgique - Serguei Ivanov
- Locul 3, Total, Volta ao Algarve - Tomas Vaitkus
- Locul 3, Total, Volta ao Distrito de Santarém - Andreas Klöden
- Locul 3, Total, Driedaagse van West-Vlaanderen - Serguei Ivanov
- Locul 3, Total, Vuelta a Murcia - Alberto Contador
- Locul 3, Total, Tour de Georgia - Levi Leipheimer
- Locul 4, Total, Tour de Georgia - Antonio Colóm
- Locul 2, Total, Österreich-Rundfahrt - Vladimir Gusev
- Locul 2, Giro di Lombardia - Janez Brajkovic
- Locul 2, Clásica a los Puertos de Guadarrama - Alberto Contador

Victorii de etapă:
- Etapa 1, Tour de Romandie - Maxim Iglinsky
- Etapa a 2-a, Volta ao Algarve - Tomas Vaitkus
- Etapa a 2-a, Vuelta a Murcia - Chechu Rubiera
- Etapa a 5-a, Österreich-Rundfahrt - René Haselbacher

Campioni Naționali:
- Serguei Ivanov  -  Cursa de șosea
- Vladimir Gusev  -  Contratimp
- Assan Bazayev  -  Cursa de șosea
- Andrey Mizourov  -  Contratimp
- Tomas Vaitkus  -  Cursa de șosea
- Sérgio Paulinho  -  Contratimp

### 2009
- Locul 1, Total,  Tour de France - Alberto Contador + 2 etape
- Locul 3, Total, Tour de France - Lance Armstrong
- Locul 1, Total, Vuelta al País Vasco - Alberto Contador + 2 etape
- Locul 1, Total, Tour of California - Levi Leipheimer + o etapă
- Locul 1, Total, Vuelta a Castilla y León - Levi Leipheimer + o etapă
- Locul 1, Total, Volta ao Algarve - Alberto Contador + o etapă
- Locul 2, Total, Vuelta a Castilla y León - Alberto Contador
- Locul 2, Total, Tour de Luxembourg - Andreas Klöden
- Locul 2, Total, Giro del Trentino - Janez Brajkovič
- Locul 3, Total, Tirreno–Adriatico - Andreas Klöden + o etapă
- Locul 3, E3 Prijs Vlaanderen - Maxim Iglinsky
- Locul 3, Total, Critérium du Dauphiné Libéré - Alberto Contador
- Locul 4, Total, Paris–Nice - Alberto Contador + 2 etape
- Locul 4, Total, Tour de Suisse - Andreas Klöden
- Locul 1, Clasamentul pe echipe,  Tour de France + o etapă
- Locul 1, Clasamentul pe echipe, Tour of California
- Locul 1, Clasamentul pe echipe, Volta a Catalunya
- Locul 1, Clasamentul pe echipe, Giro D'Italia
- Locul 1, Clasamentul pe echipe, Critérium du Dauphiné Libéré

Victorii de etapă:
- Etapa 1, Tour de Luxembourg - Grégory Rast
- Etapa 1, Giro del Trentino - Andreas Klöden
- Etapa a 4-a, Tour de France (Team Time Trial)
- Etapa a 6-a, Tour of California - Levi Leipheimer
- Etapa a 15-a, Tour de France - Alberto Contador
- Etapa a 18-a, (ITT), Tour de France - Alberto Contador

Campioni Naționali:
- Alberto Contador  -  Contratimp
- Janez Brajkovic  -  Contratimp

### 2010
- Locul 1, Total,  Tour de France - Alberto Contador
- Locul 1, Liège–Bastogne–Liège - Alexander Vinokourov
- Locul 1, Montepaschi Strade Bianche - Maxim Iglinsky
- Locul 1, Total, Volta ao Algarve - Alberto Contador + o etapă
- Locul 1, Total, Paris–Nice - Alberto Contador + o etapă
- Locul 1, Total, Vuelta a Castilla y León - Alberto Contador +  o etapă
- Locul 1, Total, Giro del Trentino - Alexander Vinokourov + o etapă
- Locul 1, Tour de France - Stage 13 Rodez-Revel - Alexander Vinokourov

Campioni Nationali:
- Maxim Gourov  -  Cursă pe șosea
- Gorazd Stangelj  -  Cursă pe șosea

## 2010 Echipa ProTour
Din 1 ianuarie 2010.
| Ciclist                        |
| ------------------------------ |
| Assan Bazayev (KAZ)            |
| Alberto Contador (ESP)         |
| Allan Davis (AUS)              |
| Scott Davis (AUS)              |
| David de la Fuente (ESP)       |
| Valeriy Dmitriyev (KAZ)        |
| Alexsandr Dyachenko (KAZ)      |
| Dmitry Fofonov (KAZ)           |
| Enrico Gasparotto (ITA)        |
| Maxim Gourov (KAZ)             |
| Jesús Hernández Blazquez (ESP) |
| Andriy Hryvko (UKR)            |
| Maxim Iglinskiy (KAZ)          |
| Valentin Iglinskiy (KAZ)       |

| Josep Jufre (ESP)             |
| Roman Kireyev (KAZ)           |
| Daniel Navarro (ESP)          |
| Yevgeniy Nepomnyachshiy (KAZ) |
| Óscar Pereiro (ESP)           |
| Bolat Raimbekov (KAZ)         |
| Sergey Renev (KAZ)            |
| Mirko Selvaggi (ITA)          |
| Gorazd Štangelj (SLO)         |
| Paolo Tiralongo (ITA)         |
| Alexandre Vinokurov (KAZ)     |
| Andrey Zeits (KAZ)            |